# Tour de la Banque des États de l'Afrique Centrale (Gabon)
 (mars 2025).
La tour de la Banque des États de l'Afrique Centrale (BEAC) est une tour située à Libreville au Gabon.

## Présentation
L'édifice est le siège de la représentation au Gabon de la Banque des États de l'Afrique centrale.
L'immeuble est conçu par le cabinet d’architecte Ataub.
À son inauguration en juin 2013, la tour, haute de 70 m, était l’immeuble le plus haut du Gabon.
À Libreville, la «tour d’argent» témoigne de l’ambition des autorités : faire de la capitale la place financière incontournable de la sous-région.